# Zentrum für Demokratie Aarau
Das Zentrum für Demokratie Aarau (ZDA) ist ein akademisches Forschungsinstitut in Aarau. Es befasst sich mit der Grundlagenforschung und Lehre auf dem Gebiet der Demokratie. Die Trägerschaft setzt sich zusammen aus der Universität Zürich, der Fachhochschule Nordwestschweiz, der Stadt Aarau und dem Kanton Aargau. Sitz des ZDA ist die Villa Blumenhalde. Es umfasst die Abteilungen: Allgemeine Demokratieforschung (ADF), Centre for Research on Direct Democracy (c2d) und Zentrum Politische Bildung und Geschichtsdidaktik (PBGD).

## Standort mit Geschichte

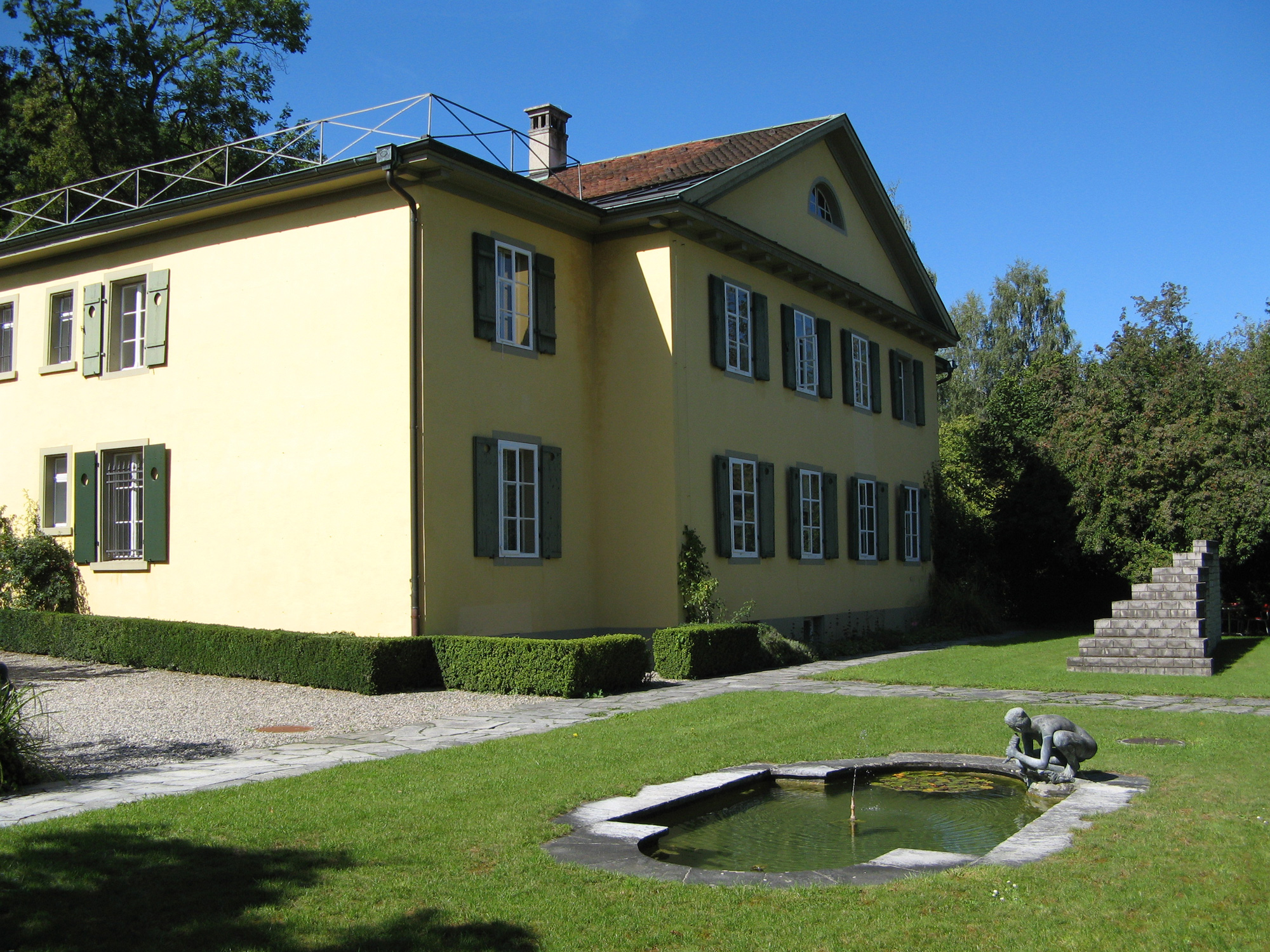
Villa Blumenhalde, Sitz des Zentrums für Demokratie Aarau

Das ZDA wurde im Januar 2009 gegründet. Beherbergt ist es in der Villa Blumenhalde, die in den Jahren 1817/18 nach Plänen des Demokratiepioniers Heinrich Zschokke erbaut wurde. Politiker, Philosoph und Bestsellerautor Zschokke war wesentlich an der Gründung der modernen Schweiz und am Aufbau des Kantons Aargau beteiligt. Er lebte mit seiner kinderreichen Familie bis zu seinem Tod 1848 in der Villa Blumenhalde. 1959 erwarb die Ortsbürgergemeinde Aarau das klassizistische Gebäude. In den Jahren 1989/90 wurde es zu einer Bildungsstätte für Bezirksschullehrpersonen (Didaktikum).

## Forschungsbereiche

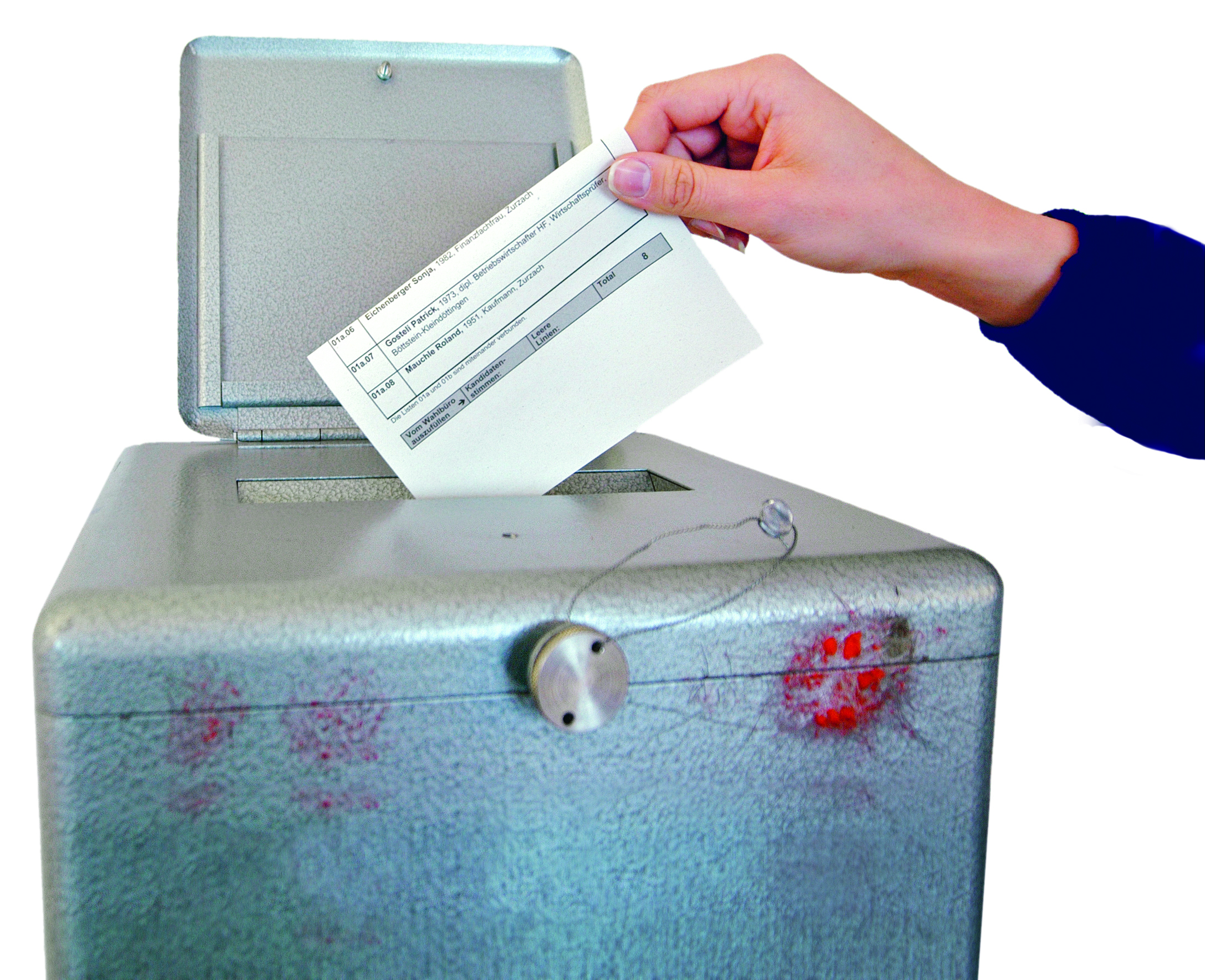
Das ZDA forscht unter anderem zu Abstimmungen und Wahlen

Kernaufgabe des ZDA ist die wissenschaftliche Erforschung von Demokratiefragen. Exemplarisch für das Themenspektrum seien folgende Forschungsgebiete genannt:
- Abstimmungen und Wahlen
- E-Democracy
- Populismus und direkte Demokratie
- Umsetzung von Volksinitiativen
- Demokratie in der Gemeinde
- Politische Bildung
- Unterrichtsforschung

Das ZDA betreibt zudem das Demokratiebarometer, eine Online-Datenbank zu Volksabstimmungen, eine Datenbank Schweizer Wahlen und Abstimmungen sowie die Plattform Politische Bildung, die Lehrpersonen Materialien, Informationen und Anregungen für den Unterricht in politischer Bildung offeriert.

## Aarauer Demokratietage

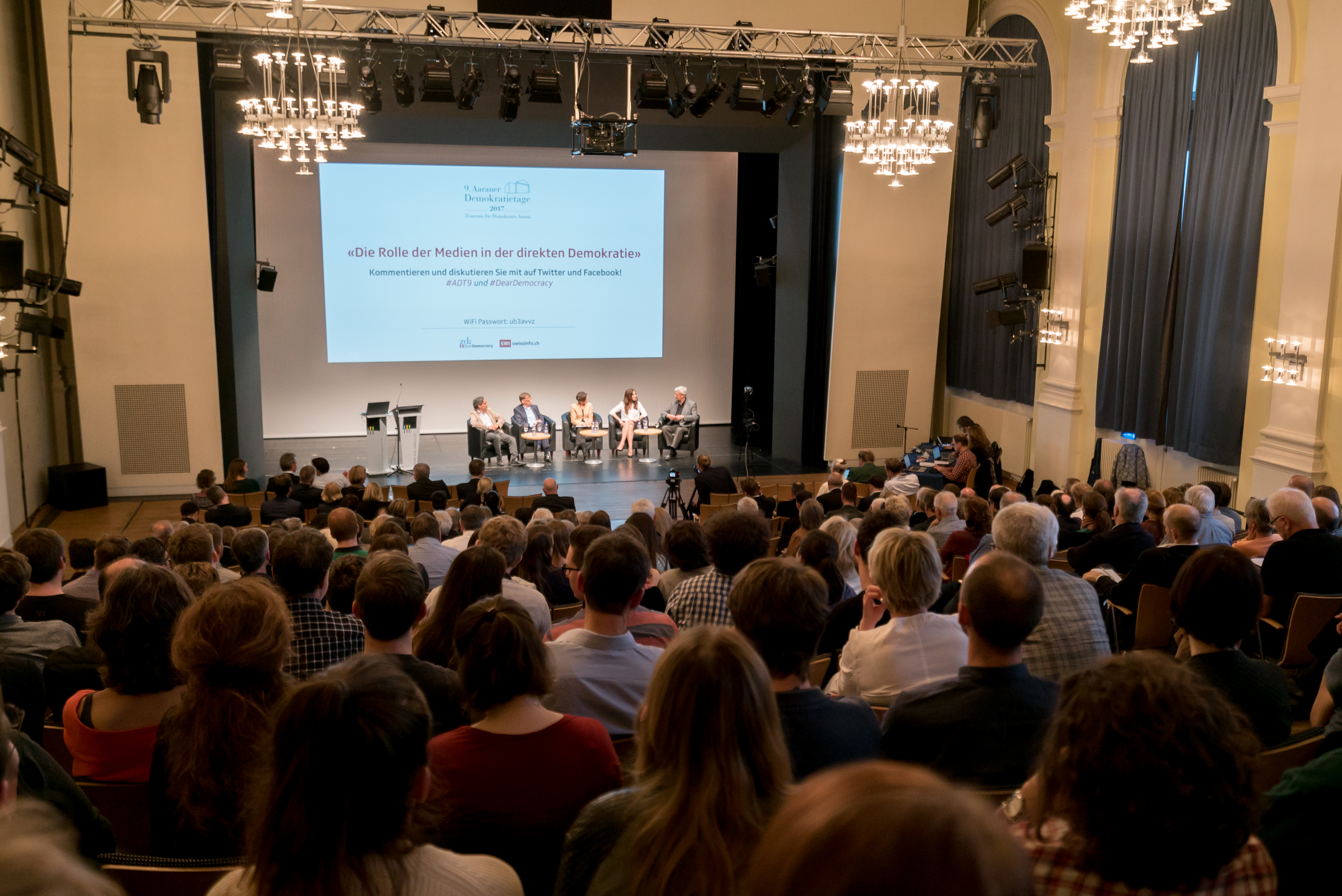
Aarauer Demokratietage 2017: Die Rolle der Medien in der direkten Demokratie

Ein etabliertes Gefäss für den Transfer von Forschungserkenntnissen in die Öffentlichkeit stellen die Aarauer Demokratietage dar, die seit 2009 jährlich stattfinden. Beispiele bisheriger Veranstaltungen:
- 150 Jahre direkte Demokratie im Aargau (2019)
- Forum Direkte Demokratie: Hotspots im Aargau (2018)
- Die Rolle der Medien in der direkten Demokratie (2017)
- (Un-)Gleichheiten und Demokratie (2015)
- Demokratie in der Gemeinde (2014)
- Demokratie und Europäische Union (2013)
- Demokratisierung im arabischen Raum (2011)
- Finanzkrise und Demokratie (2010)